# 波利奧瓦斯洛比德卡 (季夫里夫區)
48°50′4″N 28°37′37″E / 48.83444°N 28.62694°E
波利奧瓦斯洛比德卡（烏克蘭語：Польова Слобідка），是烏克蘭的村落，位於該國西南部文尼察州，由文尼察區負責管轄，始建於1762年，面積0.18平方公里，海拔高度250米，2001年人口9，人口密度每平方公里50人。